# L’Humanité
«Юманите́» (фр. L’Humanité — букв. «Человечество») — ежедневная коммунистическая газета во Франции, основанная в 1904 году Жаном Жоресом. Центральный орган Французской коммунистической партии (ФКП) с 1920 по 1994 гг.; газета по-прежнему очень близка к ФКП, несмотря на то, что доступ на её страницы открыт и другим направлениям левых сил.
Издаётся в Париже.

## История газеты

### Появление газеты (1904 г.)
Первый номер «Юманите» вышел в свет в понедельник 18 апреля 1904 года. Для её основателя Жана Жореса это новое социалистическое издание (подзаголовок газеты гласил «ежедневная социалистическая газета») должно было поначалу стать средством объединения французского социалистического движения, а затем одним из орудий революционной борьбы против капитализма. В своей первой редакционной статье Жорес стремится утвердить два правила работы своей новой газеты: поиск обширной и точной информации для того, чтобы дать «всем свободно мыслящим способ понять мировые события и вынести о них своё суждение», и финансовая независимость.

### «Юманите» Жана Жореса (1904—1914)
При своём появлении на свет в 1904 году, «Юманите» выступает представителем лишь части французского социалистического движения. В состав редакции входят Рене Вивиани, Аристид Бриан, Леон Блюм, Жан Лонге, Люсьен Эрр, Жан Альман, Октав Мирбо, Анри де Жувенель, Абель Эрман и Альбер Тома. С объединением французских социалистов в составе Французской секции Рабочего Интернационала (ФСРИ/SFIO) в 1905 году газета открыла свои страницы всему французскому социалистическому движению (в частности, сторонникам Геда). На съезде партии в Сен-Кентене в 1911 году ФСРИ объявляет «Юманите» своим официальным органом.
В обстановке постоянно растущей международной напряжённости начала XX века газета решительно отстаивает пацифистские позиции в соответствии с принципами интернационализма, которых придерживается социалистическое движение. Газета принимает также заметное участие в борьбе за светский характер общества и ставит своей задачей защиту рабочего класса.
Это первое десятилетие было временем, экономически тяжёлым для газеты. После успешного выхода нового издания тиражом 140 000 экземпляров, газета опускается до уровня 15 000 в 1905 году, после чего тираж медленно растёт до 80 000 в 1912 году.
Летом 1914 года в жизни газеты происходят два тесно связанных события, полностью её перевернувших:
- 31 июля её руководитель Жан Жорес убит националистом Раулем Виленом[фр.] в «Кафе дю круасан»;
- разразилась Первая мировая война.

### Первая мировая война (1914—1920)
Начало мировой войны, гибель Жореса и переход большинства руководителей французских социалистов на сторону движения «священного союза» приводят летом 1914 года к резким изменениям в газете. Жореса сменяет Пьер Ренодель, который выбирает редакционную политику в пользу войны во имя защиты республики. Согласно историку Александру Курбану, газета оказывается задавлена тройным гнётом:
- государственных цензурных ограничений;
- партийного давления (социалистическое большинство, настроенное на войну, навязывает свою линию);
- стеснённого экономического положения из-за введённых норм потребления.

В октябре 1918 года Ренодель заменён во главе «Юманите» Марселем Кашеном. Эти перемены отражают постепенный отход социалистов от «священного союза».

### Между двумя мировыми войнами(1920—1939)
Новый поворот для «Юманите» наступает в 1920 году. На съезде ФСРИ в Туре две трети делегатов голосуют за присоединение к Коммунистическому Интернационалу и преобразование ФСРИ в ФСКИ (в дальнейшем, Французская коммунистическая партия, ФКП). Газета идёт за большинством и 8 февраля 1923 года становится официальным органом молодой компартии.
В этот период редакционная политика газеты следует политической линии ФКП. Сталинизация партии приводит к уходу из «Юманите» нескольких авторов, таких как Альфред Росмер, Борис Суварин, Пьер Монатт, Амеде Дюнуа, Пьер Каан и другие.
В 20-е годы газета ведёт активную кампанию против испано-франко-марокканской войны. В 1926 году главным редактором становится Поль Вайян-Кутюрье. Под его руководством в тридцатые годы и, в частности, в начале деятельности Народного фронта, тираж газеты превышает 300 000. «Юманите» в этот период отстаивает антифашистские позиции, встаёт на защиту республиканской Испании и пропагандирует сталинскую модель СССР.
В качестве центрального органа ФКП «Юманите» служит одновременно средством мобилизации активистов и информационным изданием. Ещё одна особенность газеты заключается в той роли, которую в её жизни играют читатели. Они часто выступают как поставщики материалов (рабкоры, то есть рабочие корреспонденты) или распространители (в составе Комитета защиты «Юманите»). Чтобы обеспечить свои финансовые потребности, газета в 1930 году учреждает праздник «Юманите».
27 августа 1939 года правительство Даладье запрещает выход «Юманите», после «одобрения ею» советско-германского договора.

### В движении Сопротивления (1939—1945)
Власти правительства Виши подтверждают запрет на выход газеты, а немецкая оккупация вынуждает газету уйти в подполье до освобождения Франции в 1944 году (несмотря на отклонённое ходатайство о возобновлении издания, поданное немецким оккупационным властям в июне 1940 года, — от этой инициативы отмежевались многие активисты, а потом и Коммунистический интернационал, поначалу её допустивший).
«Юманите» выходит в подполье в течение пяти лет (с 26 октября 1939 года по 16 августа 1944 года разошлось 383 номера в количестве 200 000 экземпляров), играя важную роль в движении Сопротивления. Многие журналисты из её редакции погибли в борьбе против нацистских оккупантов. Среди них Габриэль Пери, ответственный редактор международного раздела, расстрелянный 15 декабря 1941 года в Мон-Валерьен, Люсьен Сампэ и другие. Газета снова выходит свободно 21 августа 1944 года, во время парижского восстания.

### «Юманите» с 1945 по 1994 гг.
После 1945 года «Юманите» снова оказывается в том же положении, что и в межвоенный период. Редакционная политика центрального органа ФКП следует партийной линии и сочетает информацию с агитационной кампанией.
В контексте Холодной войны газета занимает просоветскую позицию. Когда советские войска входят в Венгрию 4 ноября 1956 года, газета выходит с заголовком: «Будапешт снова с улыбкой». 7 ноября 1956 года, в чрезвычайно напряжённой международной обстановке (разоблачение сталинизма на XX съезде КПСС, советское вторжение в Венгрию, суэцкий кризис и война в Алжире) штаб-квартира «Юманите» (и центрального комитета ФКП) подвергается нападению участников антикоммунистической демонстрации, пытающихся её поджечь. Перед лицом бездеятельности многочисленных сил полиции, потворствовавшей нападению, здание защищают сотрудники газеты и активисты ФКП. В этом столкновении убиты трое. В своём отчёте о событиях «L’Humanité» проводит параллель между нападением на её помещение и тем, что она называет «преступлениями контрреволюционеров» в ходе венгерского восстания.
Со своей стороны профсоюз литераторов начинает забастовку: 8 ноября не выходит ни одна газета.
Тогда же газета является единственным французским ежедневным изданием, поддержавшим деколонизацию по всему миру, за что ей приходится расплачиваться многочисленными запретами на выход в свет, в частности во время войн в Индокитае и Алжире. Статьи Мадлен Риффо о войне в Алжире, стоившие ей попытки покушения со стороны ОАС, а позднее, о вьетнамской войне, написанные с позиций партизан Вьетконга, служат примером такой политики газеты.
В 1945 году газета выходит в количестве 400 000 экземпляров и является флагманом коммунистической прессы. Впоследствии тиражи снижаются (150 000 в 1972 году, 107 000 в 1986 году), одновременно с ослаблением влияния ФКП и кризисом ежедневной прессы.

### С 1994 г. по настоящее время
После XXVIII съезда Французской коммунистической партии (1994), ссылка на «центральный орган ФКП» заменена на «газета ФКП». В связи с новой формулировкой, в 1999 году указание на связь с партией удалено. Согласно уставу, ФКП остаётся «издателем» газеты, но её руководство уже не возглавляет официально разработку редакционной политики. С первой полосы исчезли символы серпа и молота[когда?] и «Юманите» уже не является официальным органом Французской коммунистической партии. Тем не менее, активисты ФКП по-прежнему в значительной степени привлекаются к распространению газеты (в основном через продажи приложения «Юманите-диманш» («L’Humanité-Dimanche») силами актива). Помимо этого, она обращается к щедрым спонсорам за помощью в преодолении финансовых трудностей.
Вплоть до 1990-х годов «Юманите» поддерживала все кампании, проводившиеся Французской коммунистической партией. Сегодня её место среди тех, кто выступает от имени движений, объединений и партий, считающих себя «левыми антилиберальными». Газета активно участвовала в кампании «левого НЕТ» в 2005 году, во время референдума по проекту европейского конституционного договора.
В настоящее время тиражи газеты снижаются, как и у всех дискуссионных газет, которым во Франции достаётся лишь очень малая доля рекламных бюджетов. Дотации государства уменьшаются, а почтовые расходы особенно сильно возросли в 1990-е годы. Экономическое положение газеты весьма неблагоприятное, и приходится регулярно обращаться за поддержкой к активистам, чтобы не дать газете исчезнуть совсем.
Газете даже пришлось в 2000 году открыть доступ к своему капиталу частным инвесторам, не предоставляя им права принятия решений в отношении газеты. Таким образом, в условиях огромных финансовых трудностей, газета в 2001 году открыла доступ в свой капитал объединению её читателей — «Обществу читателей „L’Humanité“ и ассоциации поддержки газеты» — "Обществу друзей «Юманите», в которое по разным мотивам вошли многие известные личности и которое возглавила Эдмонда Шарль-Ру, а также телеканалу TF1 и медиагруппе Lagardère. Редакция заявляет, тем не менее, что она сохранила свою редакционную независимость.
После того, как в 2002 году тираж газеты снизился до 46 000 экз. в день, «Юманите» удалось стабилизировать объём продаж на уровне примерно 50 000. Её существование на грани выживания обеспечивается выручкой с продажи и регулярными подписными кампаниями.
Чтобы погасить долги (которые оцениваются в 8 миллионов евро), издание пыталось продать свою штаб-квартиру в Сен-Дени, построенную по проекту архитектора Оскара Нимейера, в которой газета размещается с 1989 года, за 15 миллионов евро. В мае 2008 года редакция переезжает в здание, расположенное в том же городе около стадиона «Стад де Франс». Продажа штаб-квартиры, намеченная на 16 июля 2008 года, не состоялась, что сразу поставило газету в угрожающее финансовое положение. «Юманите» и национальное руководство ФКП начали кампанию по проведению разовой чрезвычайной подписки с целью сбора свыше 2 миллионов евро менее, чем за три месяца. Больше половины этой суммы поступило в газету за один неполный месяц в разгар лета, что служит свидетельством тесных связей, которые газета поддерживает со своими читателями.
У «Юманите» снова востребованы ценности её основателя Жана Жореса, центральными приоритетами для которого были борьба за мир, «сопричастность рабочему движению» и независимость от «групп интересов». С другой стороны, газета сейчас отошла от его позиции в отношении единства социалистического движения: в 1904 году Жорес стремился обеспечить единство социалистов в рамках газеты.

## Кое-что с первой полосы

### Отношение кфашизму
10 ноября 1926 г.: «Вайян-Кутюрье и „Юманите“ подвергаются преследованию за оскорбление Муссолини!»
31 января 1933 г.: «Результаты политики „меньшего зла“ — Гитлер стал канцлером!» — «При поддержке фон Папена и Гугенберга начальник фашистских убийц становится главой правительства антирабочего террора, нищеты и войны»
13 февраля 1934 г.: «Единством действий остановить фашизм»
8 марта 1934 г.: «Мир в опасности!… Гитлер денонсирует локарнский договор»
26 августа 1936 г.: «За свободу Испании, за безопасность Франции … Наш призыв: „Самолёты для Испании!“»
5 октября 1938 г.: «От имени группы коммунистов Габриэль Пери отверг… позорный мюнхенский диктат»
25 августа 1939 г.: «Меры, принятые Советским Союзом путём заключения договора о ненападении с Германией, способствуют укреплению всеобщего мира»
26 августа 1940 г. (подпольное издание): «Капитализм доводит человечество до варварства … Объединимся, чтобы освободить тюрьмы и концлагеря!»

### Поддержка национально-освободительных движений
9 марта 1949 г.: «Грязная вьетнамская война продолжается — таков самый явный результат соглашения Ориоля с Бао Даем»
22 октября 1950 г.: «Мир во Вьетнаме возможен, и немедленно»
24 августа 1955 г. (спецвыпуск): «СЕГОДНЯ УТРОМ „Юманите“ АРЕСТОВАНА за то, что говорит правду о событиях в Северной Африке»
19 июня 1976 г.: «Южно-африканские расисты распоясались»
6 мая 1988 г.: «Колониальный порядок воцарился в Нумеа»

### Поддержка борьбы трудящихся
25 февраля 1931 г.: «Требуйте работы или хлеба! Сегодня, 25 февраля, все на демонстрацию!»
13 мая 1968 г.: «Солидарность рабочих и студентов против угнетения, в защиту свобод — Всеобщая забастовка»

### Как менялись отношения с СССР
9 ноября 1917 г.: «Переворот в России — Большевики у власти в Петрограде — Керенский низложен»
14 августа 1920 г. : «За российскую революцию — Призыв к пролетариату»
2 ноября 1922 г.: «Да здравствует революция в России! (Наступление большевизма, редакционная статья Льва Троцкого)»
16 ноября 1927 г.: «Революционная дисциплина — Исключение Троцкого и Зиновьева»
10 марта 1931 г.: «Московский процесс — Верховный суд вынес приговор»
25 августа 1939 г.: «Меры, принятые Советским Союзом путём заключения договора о ненападении с Германией, способствуют укреплению всеобщего мира»
26 августа 1939 г. (с этого выпуска газета запрещена): «Единство французского народа против гитлеровской агрессии … Советско-германский договор вызывает раскол в блоке фашистских поджигателей войны»
19 марта 1949 г. : «Опубликован агрессивный антисоветский атлантический договор»
6 марта 1953 г.: «Все народы в трауре, умер великий Сталин»
10 марта 1953 г.: «Грандиозные похороны вождя, друга и брата всех трудящихся — Продолжим дело Сталина — строительство коммунизма и защиту мира»
16 сентября 1959 г.: «Хрущёв „размораживает“ Вашингтон»
22 августа 1968 г.: «Пять социалистических стран вводят войска в Чехословакию — Французская коммунистическая партия выражает удивление и осуждение»
20 августа 1991 г.: «Михаил Горбачёв грубо отстранён от власти — СССР: БЕСПОКОЙСТВО»

## Специальные выпуски и приложения
- «Юманите-диманш»[фр.]: еженедельник, который продаётся через активистов на рынках и в общественных местах. Сейчас появляется в киосках с четверга.[16]
- «Les Lettres françaises»[фр.]: выходивший долгое время под руководством Луи Арагона, этот литературный журнал высокого класса сейчас издаётся под руководством Жана Риста[фр.], его друга и тоже поэта. Выпускается в виде вкладки в первую субботу месяца.
- «Communistes»: служит для связи, обмена информацией и общения, предназначен для активистов. Эта восьмистраничная вкладка в ежедневник печатается по средам.
- «Libres échanges»: страница, выделенная для молодых авторов, желающих публиковаться и присылающих в газету свои статьи. Выходит по четвергам.
- «L’Humanité des débats»: под руководством главного редактора, автора редакционных статей и репортажей Жана-Эманюэля Дюкуэна[фр.] по субботам публикуются материалы дискуссий, форумов и свободного выражения взглядов по политической и общественной тематике.

Разовые выпуски: газета регулярно издаёт разовые материалы на актуальные темы, например, с объяснением экономического кризиса 2008 года или в поддержку кампании Левого фронта в ходе европейских выборов 2009 года.
Другие разовые выпуски, часто с приложением DVD, касаются памяти об исторических событиях, таких как Гражданская война в Испании, Первая мировая война или события мая 1968 года.

## Культурные акции
С 1930 года газета ежегодно организует праздник «Юманите» в городе Курнёв, на который собирается около 500 тыс. человек.
В мае 2009 года — по инициативе певца Кали, двенадцать исполнителей дарят «Юманите» каждый по песне, которые собраны на одном компакт-диске, поступившем в продажу как специальный выпуск газеты, чтобы оказать ей финансовую поддержку. В создании этого диска приняли участие Renaud, Noir Désir, Бернар Лавилье, les Têtes Raides, Balbino Medellin, Georges, Miossec, Jacques Higelin, Pascal Bizern, Жорж Мустаки и Daguerre.

### Спорт
В 1927—1979 гг. проводился Гран-при «Юманите».
L'Humanité Dimanche в 1948—1973 гг. (до 1953 совместно с Ce Soir) проводила велогонку
Boucles de la Seine.

#### Кросс Юманите
В 1933—1968 гг. проводился кросс (в 1990 году полумарафон), на призы газеты «Юманите».

## Пёс Пиф
Именно со страниц «Юманите» сошёл один из самых популярных детских французских персонажей — пёс Пиф, герой забавных милых комиксов. Придумал его художник Хосе Кабреро Арналь. Впервые он предстал в газете в 1945 году лишь для оформления статей, но через три года стал самостоятельным персонажем, обретя собственные повадки и характер. Показавшись в комиксе 28 марта 1948 года, он сразу полюбился маленьким французам и ещё долгое время появлялся раз в месяц в воскресных выпусках газеты.
Обычно очередная забавная история о приключениях Пифа состояла из 4—5 рисунков, объединённых в один непритязательный сюжет, иногда с нотками социальной сатиры.

## Сайт в Интернете
На сайте «Юманите» в Интернете предлагаются все выпуски газеты, бесплатно, с отставанием на один день от печатного издания.
На нём также хранятся в оцифрованном виде все архивы со времени создания сайта (в феврале 2006 года было 347 000 статей с 2 февраля 1990 года). Бесплатное предоставление доступа к архивам обусловлено политическим решением руководства газеты, стремящегося к информационной открытости. По той же причине для этого сайта выбраны программные средства, находящиеся в свободном обращении (SPIP, FreeBSD и т. д.).

## Руководство

### Руководители «Юманите»
- 1904—1914: Жан Жорес
- 1914—1918: Пьер Ренодель
- 1918—1958: Марсель Кашен
- 1958—1974: Этьенн Фажон[фр.] (заместитель с 1948 по 1958 гг.)
- 1974—1994: Ролан Леруа[фр.]
- 1994—2000: Пьер Зарка[фр.] (заместитель с 1992 по 1994 гг.)
- 2000: Патрик Ле-Йарик[фр.]

### Главные редакторы «Юманите»
- 1926—1932: Поль Вайян-Кутюрье
- 1932—1934: Андре Ферра[фр.]
- 1934—1937: Поль Вайян-Кутюрье
- 1937—1950: Жорж Коньо
- 1950—1958: Андре Стиль
- 1958—1984: Рене Андриё[фр.]
- 1984—2001: Клод Кабан[фр.] (руководитель редакции)
- 2001—2008: Пьер Лоран (руководитель редакций «L’Humanité» и «L’Humanité Dimanche»)
- 2008—2019: Патрик Апель-Мюллер[фр.] (руководитель редакции)